# Ateralphus
Ateralphus is een kevergeslacht uit de familie van de boktorren (Cerambycidae). De wetenschappelijke naam van het geslacht werd voor het eerst geldig gepubliceerd in 2001 door Restello, Iannuzzi & Marinoni.

## Soorten
Ateralphus omvat de volgende soorten:
- Ateralphus dejeani (Lane, 1973)
- Ateralphus javariensis (Lane, 1965)
- Ateralphus lacteus Galileo & Martins, 2006
- Ateralphus senilis (Bates, 1862)
- Ateralphus subsellatus (White, 1855)
- Ateralphus variegatus (Mendes, 1938)